# جيمنيشن
جيمنيشن هي سلسلة من مراكز اللياقة البدنية مقرها في الإمارات العربية المتحدة والمملكة العربية السعودية.

## التاريخ

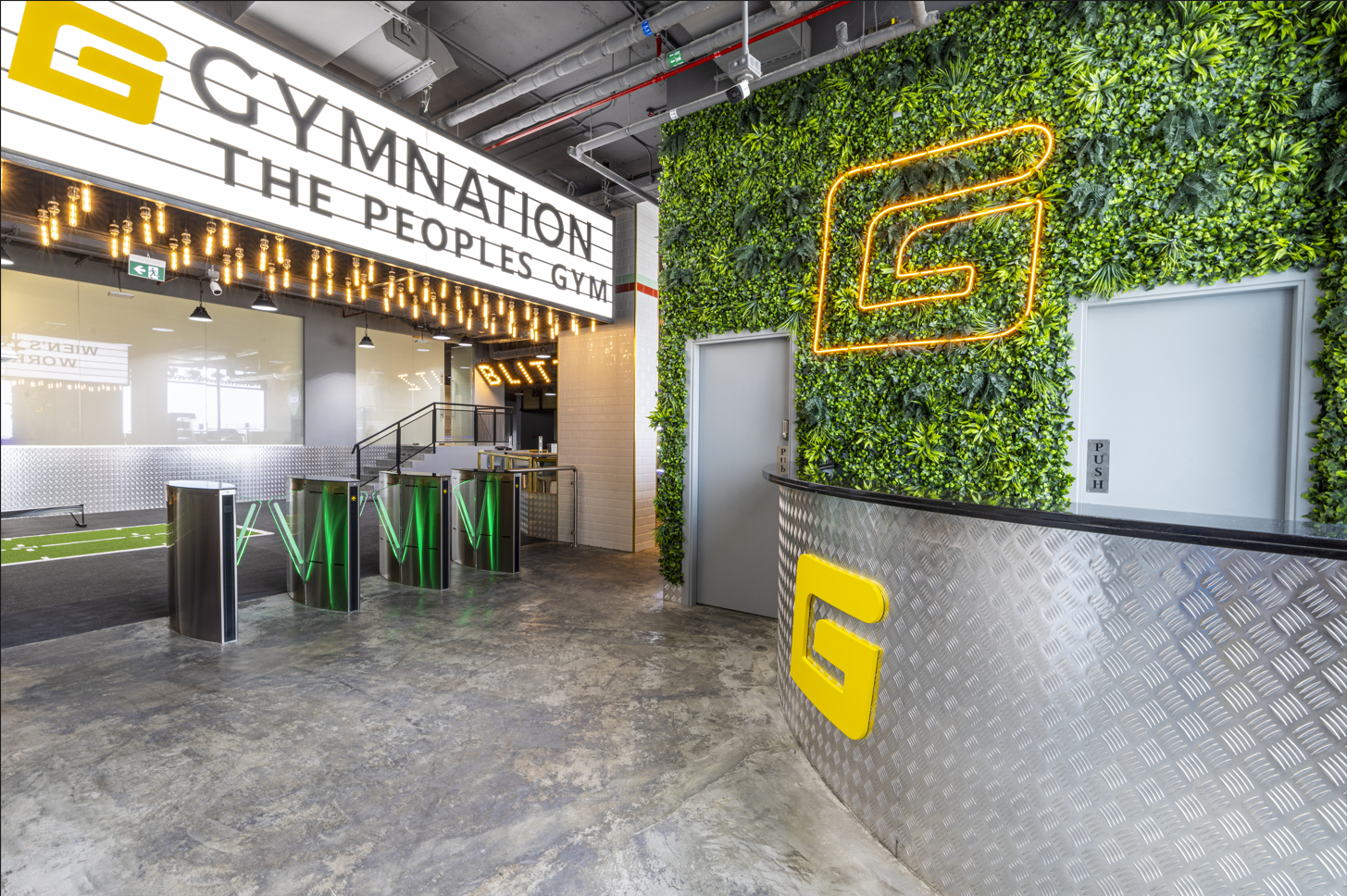
مدخل جيمنيشن في منطقة وسط مدينة دبي

تم تأسيس جيمنيشن في عام 2018 بواسطة لورين هولاند وفرانك أفيكي وأنت مارتلاند. افتتحت أول صالة رياضية لجيمنيشن في يونيو 2018 في حي القوز بدبي. في عام 2019، افتتحت الشركة صالتين رياضيتين في كل من بر دبي وإمارة رأس الخيمة. بالإضافة إلى 4 صالات رياضية أخرى تم افتتاحها في عام 2020، في مردف، دبي موتور سيتي، واحة دبي للسيليكون والخالدية مول في أبو ظبي.
في شهر أيار من عام 2023 افتتحت جيمنيشن أول موقعين لها في الشارقة داخل ميجا مول مع مواقع منفصلة للرجال والسيدات، تلاها افتتاح فرع جديد في داون تاون دبي.
من مارس وحتى أواخر مايو من عام 2020، أغلقت جميع صالات جيمنيشن بسبب تفشي جائحة كورونا.
بحلول منتصف عام 2021، أصبحت جيمنيشن واحدة من أكبر سلاسل مراكز اللياقة البدنية في الإمارات العربية المتحدة.
في مايو 2021، وقعت جيمنيشن عقداً مع اتحاد الرغبي في الإمارات العربية المتحدة، وأصبحت راعياً لمنتخب الإمارات العربية المتحدة لاتحاد الرغبي. في أكتوبر 2021، أطلق الملاكم البريطاني أمير خان أول أكاديمية له للملاكمة في الشرق الأوسط بالشراكة مع جيمنيشن. اعتباراً من يونيو 2021، كان لدى جيمنيشن 11 صالة رياضية في الإمارات العربية المتحدة.
في أغسطس 2024، أُطلقت جيمنيشن في المملكة العربية السعودية، وتم بيع 12,000 اشتراك في أقل من 72 ساعة من فتح باب التسجيل، محققة رقماً قياسياً جديداً في مبيعات ما قبل الافتتاح لعلامة تجارية لمراكز اللياقة البدنية في الشرق الأوسط. في نفس الشهر، استحوذت جيمنيشن على موقعها في برج كنترول التجاري في منطقة موتور سيتي، بالإضافة إلى استحواذها على الطابق العلوي الذي يضم فرع فيتنس فيرست في موتور سيتي من شركة "العقارات الوطنية" التابعة لمجموعة الصكوك الوطنية مقابل 70 مليون درهم إماراتي، مما يعتبر أحد أكبر الاستثمارات في مجال اللياقة البدنية في الإمارات.
اعتباراً من مارس 2025، تُعتبر جيمنيشن أكبر سلسلة صالات رياضية في الإمارات وأسرع العلامات التجارية نمواً في مجال اللياقة البدنية في السعودية، مع إجمالي 20 موقعاً، 14 في الإمارات و6 في السعودية، وما لا يقل عن 20 مركزاً المقرر افتتاحهم في دول مجلس التعاون الخليجي خلال عام 2025.

## الاستثمار
في فبراير 2022، أعلنت جي دي سبورتس جيمس المحدودة، وهي جزء من مجموعة جي دي سبورتس المدرجة في مؤشر الأسهم البريطانية، فوتسي 100 عن استثمارها في جيمنيشن لتمكينها من التوسع داخل منطقة مجلس التعاون الخليجي.
وفي نوفمبر 2023، أعلنت شركة جيمنيشن عن الاستحواذ عن جميع الأسهم التي كان يحتفظ بها المستثمر السابق جي دي سبورتس. وأدت هذه الصفقة، التي دعمتها شركة تريكاب للاستثمار ورؤيا بارتنرز، إلى جعل مؤسسي جيمنيشن وفريق الإدارة، لورين هولاند وفرانك أفيكي وأنطوني مارتلاند، مساهمين أغلبية في الشركة.